# Энты

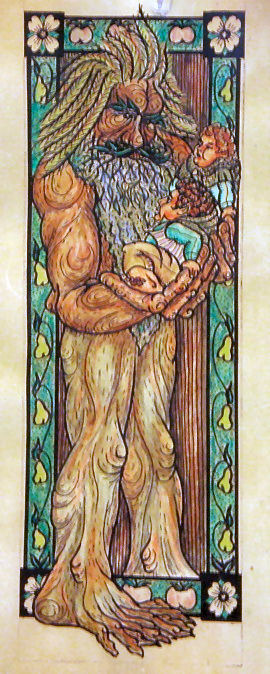
Энт, держащий в руках двух хоббитов

Энты (англ. Ents, в некоторых переводах Онты) — в легендариуме Дж. Р. Р. Толкина один из народов, населяющих Средиземье. Внешне сильно напоминают деревья. Их название происходит от англо-саксонского слова, означающего «великан».
Энты описаны во «Властелине Колец», они являются древними пастырями лесов и союзниками свободных народов в Войне Кольца. Наиболее заметной фигурой среди энтов является Древобород (англ. Treebeard), он же Фангорн (синд. Fangorn) — одно из древнейших существ в мире Толкина. Во времена, описанные во «Властелине Колец», энтингов (молодых энтов) не существовало, поскольку  энтицы (жёны энтов) пропали без вести задолго до этого (см. ниже). Энтам родственны хуорны, которых Толкин описывает как деревья, ставшие одушевлёнными, или, наоборот, энтов, ставших более похожими на деревья. Говорили энты на собственном языке, но знали, видимо, и квенья, и синдарин, и вестрон, так как многие имена энтов имеют явные эльфийские заимствования, а их собственный язык имеет квенийские корни, как и большинство языков Средиземья.

## Этимология
Слово «энт» происходит от англо-саксонского слова ent, означающего «великан». Толкин позаимствовал это слово из англо-саксонских фраз orþanc enta geweorc (орθанк энта гевеорк = «работа коварных великанов») и eald enta geweorc (эалд энта гевеорк = «старая работа великанов», описание древнеримских руин). В этом смысле энты, видимо, самые вездесущие из всех существ в фэнтези и фольклоре, уступающие, видимо, только драконам, поскольку слово «энт» может относиться к набору огромных грубых гуманоидных существ, таких как великаны, орки, тролли и даже чудовище Грендель из поэмы «Беовульф», которую Толкин знал чуть ли не наизусть.
Также, как и древнескандинавское слово jǫtunn (ётун), слово «энт» происходит от общегерманского корня *etunaz.

## Описание
Древобород, старейший из живущих энтов, описан имеющим рост порядка 14 футов (т.е. более 4 метров):

Перед хоббитами было совершенно необычное существо. Оно походило не то на человека, не то на тролля, футов четырнадцати ростом, с длинной головой и почти без шеи. Гладкая коричневая кожа рук мало походила на грубую серо-зелёную кору, покрывавшую остальное тело. На огромных ногах было по семь пальцев. Нижняя часть длинного лица заросла широкой седой бородой, кустистой, у основания напоминавшей тонкие прутья, а на концах похожей на мох. Но в первый момент хоббиты не заметили ничего, кроме глаз. Эти глубокие глаза теперь разглядывали их, сосредоточенно, очень проницательно. Они были коричневыми, в их глубине то и дело вспыхивал зелёный огонек.— Толкин Дж. Р. Р. Властелин Колец (пер. Н. Григорьевой, В. Грушецкого). Том II «Две крепости». Книга III, глава 4 «Фангорн»
Энты были древней расой, появившейся в Средиземье примерно в то же время, что и эльфы. Они были, видимо, созданы Эру Илуватаром по просьбе валиэ Йаванны: когда она узнала о детях Аулэ, гномах, ей открылось в предвидении, что они, как и дети Илуватара, будут рубить деревья, и она возжелала, чтобы появились существа, которые будут служить Пастырями Деревьев, защищая леса от гномов, эльфов, людей и прочих опасностей. Хотя энты и были разумными существами с момента их пробуждения, они не знали, как разговаривать, пока эльфы не научили их этому. Древобород говорил, что эльфы «излечили их от немоты» и что это великий дар, который невозможно забыть («они всегда желали говорить со всеми, те, старые эльфы»). В Третью Эпоху Средиземья лес Фангорн был единственным известным местом обитания энтов, хотя энтоподобные хуорны могли жить где угодно, например, в Старом лесу.
Энты сильно различались по внешним признакам (росту, массе, окрасу, даже по количеству пальцев), поскольку каждый из них напоминал специфический вид деревьев, о которых он заботился, например, Скородум (англ. Quickbeam) охранял рябины и сам был несколько похож на дерево рябины: высокий, стройный, с гладкой кожей, ярко-красными губами и серо-зелёными волосами. Энты также разделяли некоторые преимущества и недостатки деревьев. Их кожа была необычайно крепкой, очень похожей на древесину, они могли очень быстро разрушать камни на манер корней деревьев, но в то же время были уязвимы для огня и ударов топоров. Энты также были крайне терпеливой, неторопливой и осторожной расой, с чувством времени, более привычным для деревьев, нежели для людей с их скоротечной жизнью. Например, на энтомолвище, Собрании Энтов (англ. Entmoot), посвящённом нападению на Изенгард, их решение, принятое за три дня, было воспринято некоторыми как «торопливое», а разговор между несколькими энтами мог длиться долгие часы или даже дни.
Энты были высокими и очень сильными, способными разрывать на куски скалы и камни (хотя они использовали свою полную силу, только когда были «возбуждены»). Толкин описывал, что они расшвыривали по сторонам огромные камни и разрывали стены Изенгарда «как хлебную корку». Древобород хвалился силой энтов перед Мерри и Пиппином; он говорил, что энты были сильнее троллей, которые были созданы Морготом в Первую Эпоху «в насмешку» над энтами.
Позже книга рассказывает о силе энтов: их кожа и плоть, похожие на ствол дерева, крайне затрудняли нанесение энту повреждений даже топором, а единственный пинок энта (они, видимо, не использовали оружия, хотя иногда швыряли камни) мог убить орка из урук-хай. Единственным действенным средством для убийства энта был огонь, поскольку все энты легко горели.
Синдаринское слово, обозначающее энта, — «онод», (синд. Onod), мн.ч. — «энюд» (синд. Enyd). Слово «онодрим» (синд. Onodrim) обозначает энтов как расу.

## История

### Первая Эпоха
О ранней истории энтов практически ничего неизвестно. После того, как гномы были уложены спать Эру в ожидании прихода эльфов, Аулэ сказал своей супруге Йаванне о гномах: «Они будут любить всё, что растёт на земле». Она ответила: «Они будут копать землю, а всё, что растёт и живёт на земле, они не заметят. Многие деревья почувствуют удары их железа, наносимые безо всякой жалости». Сказав это, она пошла к Манвэ и стала просить его защитить деревья, и вместе они поняли, что энты также были частью Песни Творения. Тогда Йаванна сказала Аулэ: «Пусть дети твои будут осторожны! Ибо будет в лесах сила, чей гнев возбудят они на погибель себе».
Энтов зовут «пастырями деревьев». Древобород рассказывал о времени, когда весь Эриадор был покрыт лесами и составлял часть его царства, но со временем эти безбрежные леса уменьшились. Мысль Древоборода подтвердил Элронд: «Было время, когда белка могла, перепрыгивая с дерева на дерево, добраться от того, что теперь именуется Широм, до Дунланда к западу от Изенгарда». В этом огромном лесу Фангорн был, согласно Древобороду, «лишь восточной оконечностью».
В «Сильмариллионе» есть только одно упоминание об онодрим в Белерианде. Когда вернувшийся к жизни Берен Эрхамион и войско эльфов-нандор разбили возвращавшихся после разграбления Дориата гномов Ногрода, те запаниковали и разбежались по лесам, где затем были все уничтожены Пастырями Деревьев. Возможно, это также послужило причиной реакции Древоборода на появление Гимли в Фангорне («Две крепости»).

### Жёны энтов
Древобород говорил, что Жёны энтов стали уходить всё дальше от них самих, потому что жёнам нравилось сажать растения и ухаживать за ними, а мужчины-энты предпочитали не вмешиваться в естественный ход событий. Соответственно, Жёны энтов ушли в местность, позже ставшую известной как «Бурые земли», расположенную за великой рекой Андуином, хотя мужчины-энты всё же посещали их там. Жёны энтов, в отличие от мужчин-энтов, общались с расой людей и обучали их многому из искусства земледелия и садоводства.
Видимо, энты-мужчины и энты-женщины выказывали определённую степень полового диморфизма: все мужчины-энты напоминали дикие лесные деревья, которые они охраняли (дубы, рябины и проч.), а Жёны энтов охраняли сельскохозяйственные растения, и можно предположить, что они напоминали различные культурные растения и деревья (Древобород замечал, что цвет их волос был похож на цвет спелого зерна).
Жёны энтов жили в мире до момента уничтожения их садов Сауроном (видимо, в ходе войны Последнего Союза во Вторую Эпоху), после чего они исчезли. Энты искали их, но так и не смогли найти. Эльфы пели (энтам достаточно было «нараспев говорить их прекрасные имена»), что однажды энты и Жёны энтов найдут друг друга. Действительно, в «Возвращении короля» Древобород говорит хоббитам, чтобы они не забыли сообщить ему, если «услышат что-нибудь» о Жёнах энтов «в их стране».
В «Братстве Кольца» Сэмуайз Гэмджи упоминает о том, что его кузен Хэл рассказывал о встрече с древообразным великаном, который напоминал вяз не только по размеру, но и по внешнему виду, на севере Шира. О Шире также рассказывают Древобороду Мерри и Пиппин в эпизоде, происходящем в лесу Фангорн. Древобород же отвечал им, что Жёнам энтов понравилась бы эта страна. Таким образом, совместив это с упомянутой выше встречей Хэла с великаном, некоторые читатели Толкина пустились в рассуждения о том, что Жёны энтов могли жить недалеко от Шира. Сам Толкин потратил много времени, рассуждая о том, что же в действительности произошло с Жёнами энтов (в какой-то момент просто признав, что он не знает этого), и в итоге написал в письме № 144: «Я думаю, что в реальности Жёны энтов исчезли навсегда, будучи уничтоженными вместе с их садами в войне Последнего Союза…».
В конце истории, после своей коронации Арагорн говорит Древобороду, что теперь, когда больше нет угрозы от Мордора, энты снова будут процветать и могут разойтись по новым землям, возобновив поиск Жён, но Древобород грустно возражает ему, что леса могут разрастись, а энты — нет; также он предрекает, что немногие оставшиеся энты останутся в лесу Фангорн, пока все не вымрут или не станут «древоподобными», говоря: «Овцы становятся похожими на пастухов, а пастухи — на овец… Но с деревьями и энтами всё гораздо ближе и быстрее».

### Энтинги
Энтинги — молодые энты. Во «Властелине Колец» о них лишь кратко упоминается, также никто никогда не видел их. Почти никакого описания энтингов не существует, но из описания Скородума (молодого и торопливого энта) и комментариев Древоборода о более молодых энтах можно предположить, что они были более «сгибаемы», чем старые энты, и скорее напоминали саженцы и, вероятно, даже ростки (в самом начале их жизни). Неясно, рождались ли они похожими на деревья, которые они охраняли, или становились такими позже, а также — рождались ли они вообще.
Согласно объяснению Древоборода, в Третью Эпоху (а также за довольно значительное время до её начала) энтингов в Средиземье не было. Впоследствии появления энтингов тоже не приходилось ждать, поскольку Жёны энтов были потеряны.

### Вероятная судьба
Несмотря на то, что жизнь энтов чрезвычайно длинна, они не бессмертны в том же смысле, что и эльфы: они стареют с течением времени, хотя и очень медленно (на Собрании энтов хоббиты замечают, что энты различаются по возрасту, судя по их внешности; также, приглашённый сесть, Древобород говорит Мерри и Пиппину, что он не очень «сгибаемый», в то время как гораздо более молодой энт, Скородум, мог «сгибаться и раскачиваться, как тонкое дерево на ветру»). Кроме того, даже если энты не умирали от старости, старые энты часто становились «древоподобными», оседая в одном месте и отращивая корни и листья. Со временем они теряли разумность и навсегда становились деревьями. Подразумевается, что это было судьбой всех энтов Средиземья.

### Последний поход энтов
Во втором томе «Властелина Колец», «Две крепости», энты — обычно очень терпеливый и рассудительный народ — теряют терпение из-за козней Сарумана, чьи армии орков рубят огромное количество их деревьев. Они собираются на Собрание энтов в лесу Фангорн.
После длительных рассуждений (продолжавшихся три дня, хотя, с точки зрения энтов, всё действие заняло очень немного времени) они идут войной на крепость Сарумана, Изенгард. Этот поход был назван «Последним походом энтов». Энтов возглавлял Древобород, старейший энт, и сопровождали хоббиты Мериадок Брендибак и Перегрин Тук.
Энтов, шедших на Изенгард, насчитывалось около пятидесяти, не считая хуорнов. Они уничтожили Ортханк, крепость Сарумана в решительном штурме, разрушив стену вокруг него, и в итоге так разозлились, что только сила их голосов вызывала сильные разрушения («Если бы Великое Море поднялось во гневе и обрушилось бурей на холмы, то и оно бы не смогло произвести более сильных разрушений»), Саруман же оказался в ловушке внутри башни Ортханка. Толкин позже писал, что энты частично возникли из его недовольства «жалким использованием Шекспиром в „Макбете“ прихода „великого Бирнамского леса на высокий холм Дунсинан“».

## Отдельные именованные энты
В повествовании «Властелина Колец» шесть энтов названы по имени. Основной персонаж-энт, первый из встреченных хоббитами и читателями книги, — это Фангорн (Древобород). Остальные энты — это Буковень, Брегалад (Скородум), Фимбретиль, Финглас и Фладриф.
- Фангорн (англ. Fangorn): также известен как Древобород (англ. Treebeard), в переводе Муравьёва/Кистяковского и фильме «Властелин колец: Две крепости» — Древень. К концу Третьей Эпохи он, Финглас и Фладриф были последними из энтов, появившихся ещё в Первую Эпоху, и, будучи таковыми, являлись одними из древнейших созданий Средиземья. С течением долгого времени царство энтов сократилось до леса Фангорн, названного так по синдаринскому имени Древоборода.
- Финглас (англ. Finglas): в переводе с синдарина — «Листоволос» (англ. Leaflock). Ко времени Войны Кольца Финглас стал сонным и древоподобным. Летом он стоял на лугу и дремал. Зимой он поначалу просыпался, но затем начал оставаться на своём месте круглый год. Финглас был покрыт листообразными волосами.
- Фладриф (англ. Fladrif): в переводе с синдарина — «Кожествол» (англ. Skinbark). Он жил на склонах гор к западу от Изенгарда. Орки Сарумана опустошали эту местность, срубая деревья и убивая энтов. Сам Фладриф был сильно ранен в ходе одной из таких вылазок орков. В результате он ушёл высоко в горы, где жил среди любимых им берёз, и отказывался спускаться вниз.
- Буковень (англ. Beechbone): энт, сожжённый машинами Сарумана в ходе штурма Изенгарда (хотя его участь до конца не ясна). Его ранение и возможная смерть разозлили остальных энтов. В переводе Григорьевой/Грушецкого рассказ Пиппина об эпизоде с ним выпущен.
- Брегалад (англ. Bregalad): также был известен как Скородум, в некоторых переводах — Скороствол или Скоростень (англ. Quickbeam). Был относительно молодым энтом в период Войны Кольца, примерно «среднего возраста», и даже близко не такой старый, как Фангорн (хотя он был совершенно взрослым, ибо после исчезновения Жён энтов детей-энтов больше не появлялось). Английское имя Скородума у Толкина — Quickbeam — это диалектное слово, обозначающее горный ясень или рябину; сам Брегалад и выращивал рябину, и внешне напоминал её. Его имя в переводе с синдарина и обозначает «Скородум» (от «брагол» — «внезапный» и «галад» — «дерево»). Он получил это имя (скорее, прозвище), когда ответил «да» другому энту на вопрос, который тот не успел закончить. Это показывает, что он был необычно «тороплив» для энта. На Собрании энтов Брегалад подтвердил свою репутацию: он был первым, кто решил атаковать Изенгард, поскольку орки Сарумана уничтожили многие из его рябиновых рощ. Видя, что Брегалад уже решился, Древобород послал его присматривать и заботиться о Мерри и Пиппине, пока спор между прочими энтами продолжался ещё несколько дней. Он позже сыграл важную роль в атаке на Изенгард, чуть не взяв в плен самого Сарумана.
- Фимбретиль (англ. Fimbrethil): давно потерянная жена Древоборода, также известная как Тонконожка (англ. Wandlimb) или Легконогая. Пара была вместе ещё до того, как Моргот набрал силу во время юности мира. В переводе с синдарина имя её значит (в соответствии с алфавитным указателем 1966 г.) «тонкая берёза» (в Приложении F — «изящный бук»). Как и остальные Жёны энтов, Фимбретиль пропала без вести после того, как Саурон уничтожил сады Жён энтов во Вторую Эпоху. Ко времени Войны Кольца Древобород уже более 3000 лет не видел свою возлюбленную.

## Хуорны
Хуорны (англ. Huorns) — особые деревья, способные разговаривать с энтами и передвигаться.

### История и этимология
Хуорны могли существовать ещё в Первую Эпоху, когда появились энты. В первый раз они упоминаются в «Двух крепостях», где принимают участие в Последнем походе энтов и разрушении Изенгарда, и в Битве при Хорнбурге, где уничтожают всех орков, пытающихся бежать с поля битвы.
Хуорн — слово на «кратком языке» энтов, данное, поскольку у хуорнов «всё ещё есть голоса». Оно включает синдаринский корень «орн» — «дерево». Значение элемента «ху-» неясно, и даже сам Толкин до конца не знал его. В статье «Huorn» списка слов, напечатанном в Parma Eldalamberon, Толкин приводит возможные синдаринские корни «хо-», «хьоба-» и «ху-». Описание корня «хо-» приведено как «говорить, показывать», что соответствует ранним названиях хуорнов, приведённым в «Войне Кольца», все из которых означают «говорящие деревья».

### Хуорны и энты
Древобород в разговоре с хоббитами описывает энтов, ставших древоподобными, и деревья, ставшие энтоподобными. Мериадок Брендибак после этого признаёт, что хуорны — это, скорее, первое, хотя Древобород очень мало говорит о них. Хуорны могли создавать тьму для сокрытия своих перемещений и могли двигаться быстро и практически бесшумно. У них были голоса, и они могли говорить с энтами, но, в отличие от них, не могли разумно общаться с другими расами.
Согласно Древобороду, хуорны со временем стали странными, дикими и опасными. Они приглядывают за деревьями, но за самими хуорнами, в свою очередь, приглядывают энты. Мерри уверял, что в тёмных долинах леса Фангорн их были многие сотни. Также возможно, что некоторые из деревьев Старого леса, особенно Старый Вяз, также были хуорнами, поскольку оба леса были когда-то частями одного гигантского доисторического леса. Эта связь подразумевается ответом Древоборода на вопрос Мерри о том, похож ли Старый лес на тёмные места леса Фангорн:

Да, да, что-то в том же духе, но гораздо хуже. Я не сомневаюсь, что на севере до сих пор лежит тень Великой Тьмы, и плохие воспоминания до сих пор существуют. И есть ещё пустые долины в этой стране, где Тьма никогда не рассеивалась, а деревья старше меня.